# Josef Wittmann
Josef Wittmann (1882 – ?) osztrák atléta és kötélhúzó.
Az 1906. évi nyári olimpiai játékokon indult kötélhúzásban. Egyenes kieséses volt a verseny. Az első körben kikaptak a görögöktől, majd a bronzmérkőzésen szintén kikaptak a svédektől.
Indult még atlétika számokban. Három dobószámban versenyzett: súlylökésben, kődobásban és antik stílusú diszkoszvetésben. Egyikben sem nyert érmet.